# Türkiyemspor Berlin
Türkiyemspor Berlin is een Duitse voetbalclub uit de hoofdstad Berlijn.

## Geschiedenis
De club werd opgericht in 1978 als een losse vereniging van jonge voetbalspelers onder de naam Kreuzberg Gençler Birliği (Kreuzberg jeugdunie), genoemd naar het stadsdeel Kreuzberg. In 1983 registreert de club zich officieel als BFC Izmirspor, omdat de vele Turkse leden hun roots in de Turkse stad İzmir hadden liggen.
De club had al snel succes en in 1986 promoveerde de club naar de Landesliga Berlin (toen de vierde klasse). Het volgende seizoen promoveerde BFC zelfs naar de Amateur Oberliga (derde klasse). Vele Turkse zakenlieden uit Berlijn investeerden in de club en in 1987 werd de naam in Türkiyemspor veranderd om de club aantrekkelijker te maken. Van 1989 tot 1991 won de club de beker van Berlijn waardoor ze zich automatisch plaatsen voor de eerste ronde van de DFB-Pokal.
In 1990/91 miste de club net de promotie naar de 2. Bundesliga, door een speler die onrechtmatig werd opgesteld moest de club, die aan de leiding stond, zeven wedstrijden opnieuw spelen en verloor uiteindelijk de titel aan TeBe Berlin. Na dit hoogtepunt ging het achteruit met de club, er kwamen minder toeschouwers en in 1995 degradeerde de club naar de vierde klasse en drie jaar later zelfs naar de vijfde klasse. In 2000 promoveerde de club terug naar de Oberliga waar de club tot en met het seizoen 2007-2008 speelde. Bij de grote aanpassingen van de Duitse competitiestructuur in 2008 schoof Türkiyemspor door naar de Regionalliga Nord. In 2011 degradeerde de club nadat ze afgetekende laatste werden met slechts twee punten. Ze kwamen in financiële problemen en in december 2011 moest de club het faillissement aanvragen en trokken ze zich terug uit de lopende competitie. In 2012/13 kon de club wel weer van start gaan in de Berlin-Liga, maar kon een derde degradatie op rij niet vermijden waardoor ze in 2013/14 na 26 jaar terug in de Landesliga spelen. In 2018 promoveerde de club weer naar de Berlin-Liga, waar de club vier seizoenen speelde. 